# SNCB 28 (Bombardier)
Az SNCB 28 sorozat egy belga Bo'Bo' tengelyelrendezésű, négyáramnemű villamosmozdony-sorozat. A Bombardier Transportation gyártotta 2007 és 2009 között az SNCB részére. Összesen 43 db készült belőle. Elsősorban teherforgalomhoz használják. A mozdony a Bombardier TRAXX mozdonycsaládba tartozik.
Az eredeti SNCB 28-as sorozatot a Baume-Marpent gyártotta 1949-ben.